# 토니 에버스
앤서니 스티븐 에버스(Anthony Steven Evers, 1957년 11월 5일 ~ )은 미국의 정치인으로 현재 위스콘신주 주지사이다.

## 학력
- 위스콘신 대학교 매디슨 캠퍼스 B.A.
- 위스콘신 대학교 매디슨 캠퍼스 M.A.
- 위스콘신 대학교 매디슨 캠퍼스 P.h.D.

## 경력
- 2001 ~ 2009 제25대 위스콘신 부교육감
- 2009.07 ~ 2019.01 제26대 위스콘신 교육감
- 2019.01 ~ 제46대 위스콘신 주지사

## 역대 선거 결과
| 선거명      | 직책명          | 대수 | 정당   | 득표율 | 득표수      | 결과 | 당락                 |
| ----------- | --------------- | ---- | ------ | ------ | ----------- | ---- | -------------------- |
| 2009년 선거 | 위스콘신 교육감 | 26대 | 무소속 | 57.14% | 439,248표   | 1위  | 위스콘신 교육감 당선 |
| 2013년 선거 | 위스콘신 교육감 | 26대 | 무소속 | 61.15% | 487,030표   | 1위  | 위스콘신 교육감 당선 |
| 2017년 선거 | 위스콘신 교육감 | 26대 | 무소속 | 69.85% | 495,010표   | 1위  | 위스콘신 교육감 당선 |
| 2018년 선거 | 위스콘신 주지사 | 46대 | 민주당 | 49.54% | 1,324,307표 | 1위  | 위스콘신 주지사 당선 |
| 2022년 선거 | 위스콘신 주지사 | 46대 | 민주당 | 51.15% | 1,358,774표 | 1위  | 위스콘신 주지사 당선 |